# David Mydlo
David Mydlo (* 23. dubna 1976 Praha) je bývalý český fotbalový záložník. Jeho otcem je Josef Mydlo – bývalý fotbalista Dolní Bečvy, Rožnova pod Radhoštěm a prvoligový hráč Vítkovic.

## Hráčská kariéra
V české lize hrál za FC Vítkovice. V české lize nastoupil v 6 utkáních. Dále hrál za Baník Havířov, Slováckou Slavii Uherské Hradiště, v Německu za 1. FC Magdeburg a FC Carl Zeiss Jena, znovu za FC Vítkovice, 1. HFK Olomouc, německé kluby FSV Zwickau a VfB Pössneck a v Rakousku za SC Retz.
Hrál také za Spartak Hulín, LeRK Prostějov, Slovan Břeclav, TJ Valašské Meziříčí, FC Vsetín, FK Vigantice a Horní Bečvu. Za FK Krnov dal dvě branky v Poháru ČMFS.

## Prvoligová bilance
| Ročník                          | Zápasy | Góly | Klub         |
| ------------------------------- | ------ | ---- | ------------ |
| 1. česká fotbalová liga 1993/94 | 6      | 0    | FC Vítkovice |
| CELKEM                          | 6      | 0    |              |